# Eurazjatycka Organizacja Patentowa
Eurazjatycka Organizacja Patentowa (ang. Eurasian Patent Organization, EAPO) – organizacja regionalna działająca na podstawie Konwencji o Patencie Eurazjatyckim. Jej zadaniem jest udzielanie patentów eurazjatyckich, a oficjalnym językiem język rosyjski. Siedzibą organizacji jest Moskwa.

## Państwa członkowskie
Do organizacji należy 9 krajów członkowskich:
1. Turkmenistan
2. Białoruś
3. Tadżykistan
4. Rosja
5. Azerbejdżan
6. Kazachstan
7. Kirgistan
8. Armenia